# Grégoire de Naples
Grégoire de Naples ou Gregorio da Napoli, né à Naples et mort le 12 juillet 1276, est un évêque italo-français du XIIIe siècle. Il appartient à la famille des comtes de Segni, qui compte entre ses membres les papes Innocent II et Grégoire IX, dont Grégoire est un neveu.

## Biographie
Grégoire est pourvu d'un canonicat dans l'église de Bayeux dès 1254 avec une prébende à Gavray et en devient doyen en 1263, après que son parent Adinolfo d'Agnani se soit résigné, à la suite de la victoire contestable du français Eudes de Lorris à l'évêché. Cette même année, Urbain IV le fait son chapelain. Il unit à son doyenné la dîme de la paroisse de Than, qu'il a donné à son église quand il est devenu évêque. 
Il accompagne en Angleterre le cardinal Ottobono Fieschi, légat du pape Clément IV.
Il est désigné par le chapitre pour le représenter au concile de Lyon en 1274. Eudes de Lorris y meurt. Le pape le désigne et le sacre.
En 1275, il donne aux religieux trinitaires l'église Sainte-Catherine de La Périnne, au Dezert dans le diocèse de Coutances. Grégoire de Naples a composé une vie du pape Urbain IV, publiée en 1586 sous le titre De Episcopis Urbis.
Il meurt en 1276 et est enterré à droite du chœur de la cathédrale de Bayeux.